# Аслан Карацев
Аслан Карацев (рус. Аслан Казбекович Карацев, осет. Хъӕрӕцаты Хъазыбеджы фырт Аслан; 4. септембар 1993) руски је тенисер.
Најбољи пласман на АТП листи у синглу му је 14. место од 7. фебруара 2022.
Године 2021, Карацев је прошао квалификације да би се пласирао на Аустралијан Опен. У свом првом учешћу у главном жребу на неком гренд слем турниру победио је редом 8. носиоца Дијега Шварцмана, 20. носиоца Феликса Оже-Алијасима и 18. носиоца Григора Димитрова и остварио пласман у полуфинале. Карацев је први тенисер у опен ери који је у свом дебитантском наступу на гренд слему стигао до полуфинала.

## Гренд слем финала

### Мешовити парови: 1 (0:1)
| Исход     | Бр. | Година | Турнир      | Подлога | Партнерка      | Противници                  | Резултат         |
| --------- | --- | ------ | ----------- | ------- | -------------- | --------------------------- | ---------------- |
| Финалиста | 1.  | 2021.  | Ролан Гарос | Шљака   | Јелена Веснина | Дезире Кравчик Џо Салисбери | 6:2, 4:6, [5:10] |

## Финала АТП мастерс 1000 серије

### Парови: 1 (0:1)
| Исход     | Бр. | Година | Турнир       | Подлога | Партнер       | Противници             | Резултат      |
| --------- | --- | ------ | ------------ | ------- | ------------- | ---------------------- | ------------- |
| Финалиста | 1.  | 2021.  | Индијан Велс | Тврда   | Андреј Рубљов | Џон Пирс Филип Полашек | 3:6, 6:7(5:7) |

## Мечеви за олимпијске медаље

### Мешовити парови: 1 (0:1)
| Исход  | Година | Турнир                   | Подлога | Партнерка      | Противници                            | Резултат               |
| ------ | ------ | ------------------------ | ------- | -------------- | ------------------------------------- | ---------------------- |
| Сребро | 2020.  | Олимпијске игре у Токију | Тврда   | Јелена Веснина | Анастасија Пављученкова Андреј Рубљов | 3:6, 7:6(7:5), [11:13] |

## АТП финала

### Појединачно: 4 (3:1)
| Легенда                        |
| ------------------------------ |
| Гренд слем турнири (0:0)       |
| Завршно првенство сезоне (0:0) |
| АТП мастерс 1000 (0:0)         |
| АТП 500 (1:0)                  |
| АТП 250 (2:1)                  |

| Финала по подлози |
| ----------------- |
| Тврда (3:0)       |
| Шљака (0:1)       |
| Трава (0:0)       |

| Финала по локацији |
| ------------------ |
| Отворено (2:1)     |
| Дворана (1:0)      |

| Исход     | Бр. | Датум             | Турнир             | Подлога   | Противник      | Резултат           |
| --------- | --- | ----------------- | ------------------ | --------- | -------------- | ------------------ |
| Победник  | 1.  | 20. март 2021.    | Дубаи, УАЕ         | Тврда     | Лојд Харис     | 6:3, 6:2           |
| Финалиста | 1.  | 25. април 2021.   | Београд, Србија    | Шљака     | Матео Беретини | 1:6, 6:3, 6:7(0:7) |
| Победник  | 2.  | 24. октобар 2021. | Москва, Русија     | Тврда (д) | Марин Чилић    | 6:2, 6:4           |
| Победник  | 3.  | 15. јануар 2022.  | Сиднеј, Аустралија | Тврда     | Енди Мари      | 6:3, 6:3           |

### Парови: 2 (1:1)
| Легенда                        |
| ------------------------------ |
| Гренд слем турнири (0:0)       |
| Завршно првенство сезоне (0:0) |
| АТП мастерс 1000 (0:1)         |
| АТП 500 (0:0)                  |
| АТП 250 (1:0)                  |

| Финала по подлози |
| ----------------- |
| Тврда (1:1)       |
| Шљака (0:0)       |
| Трава (0:0)       |

| Финала по локацији |
| ------------------ |
| Отворено (1:1)     |
| Дворана (0:0)      |

| Исход     | Бр. | Датум             | Турнир            | Подлога | Партнер       | Противници                  | Резултат      |
| --------- | --- | ----------------- | ----------------- | ------- | ------------- | --------------------------- | ------------- |
| Победник  | 1.  | 12. март 2021.    | Доха, Катар       | Тврда   | Андреј Рубљов | Маркус Данијел Филип Освалд | 7:5, 6:4      |
| Финалиста | 1.  | 17. октобар 2021. | Индијан Велс, САД | Тврда   | Андреј Рубљов | Џон Пирс Филип Полашек      | 3:6, 6:7(5:7) |

## Мечеви за медаље на Летњој универзијади

### Појединачно: 1 (0:1)
| Исход  | Година | Турнир                        | Подлога   | Противник | Резултат      | Извор |
| ------ | ------ | ----------------------------- | --------- | --------- | ------------- | ----- |
| Сребро | 2015.  | Летња универзијада у Квангџуу | Тврда (д) | Чунг Хјон | 6:1, 2:6, 0:6 | [ 5 ] |

### Парови: 1 (1:0)
| Исход | Година | Турнир                       | Подлога | Партнер        | Противници                   | Резултат         | Извор |
| ----- | ------ | ---------------------------- | ------- | -------------- | ---------------------------- | ---------------- | ----- |
| Злато | 2017.  | Летња универзијада у Тајпеју | Тврда   | Ричард Музајев | Џек Финдел-Хокинс Лук Џонсон | 6:1, 3:6, [10:7] | [ 6 ] |

## Остала финала

### Тимска такмичења: 2 (2:0)
| Исход    | Бр. | Датум             | Турнир                       | Подлога   | Партнери                                                    | Противници                                                      | Резултат | Извор |
| -------- | --- | ----------------- | ---------------------------- | --------- | ----------------------------------------------------------- | --------------------------------------------------------------- | -------- | ----- |
| Победник | 1.  | 7. фебруар 2021.  | АТП куп, Мелбурн, Аустралија | Тврда     | Данил Медведев Андреј Рубљов Јевгениј Донској               | Матео Беретини Фабио Фоњини Симоне Болели Андреа Вавасори       | 2:0      | [ 7 ] |
| Победник | 2.  | 5. децембар 2021. | Дејвис куп, Мадрид, Шпанија  | Тврда (д) | Данил Медведев Андреј Рубљов Карен Хачанов Јевгениј Донској | Марин Чилић Нино Сердарушић Борна Гојо Мате Павић Никола Мектић | 2:0      | [ 8 ] |